# Margaret Ghogha Molomo
Margaret Ghogha Molomo é uma activista ambiental sul-africana que é vice-presidente da Rede Comunitária de Mineração e Justiça Ambiental da África do Sul (MEJCON-SA) e coordenadora do Comité de Formação Kopano. MEJCON-SA é uma organização que coordena grupos cujos direitos foram impactados pela mineração na região, e como presidente da comunidade, o trabalho de Molomo inclui o combate aos conglomerados de mineração e a promoção dos direitos humanos daqueles cujos direitos ambientais foram violados.

## Activismo
Um exemplo do activismo de Molomo é uma disputa recente com uma empresa de mineração de platina que tentou operar em terras usadas pela comunidade de Mokopane, Limpopo, sem o seu consentimento. Além disso, a mina estava a realizar operações de mineração em terras designadas para fins agrícolas e em áreas que continham alguns dos túmulos da comunidade. Molomo e MEJCON procuraram proteger os direitos da comunidade interpondo recursos legais e lançando processos judiciais.
Durante a pandemia COVID-19, embora o trabalho de Molomo tenha-se tornado significativamente mais difícil devido à incapacidade de se reunir para protestar e à falta de infraestrutura virtual nas regiões rurais da África do Sul, ela trabalhou para aumentar a consciencialização sobre as práticas e responsabilidades tradicionais de mulheres nas aldeias do Limpopo, muitas das quais também se tornaram mais difíceis ou impossíveis por causa da pandemia. Ela destacou especialmente a preocupação de que as empresas de mineração possam tirar proveito da incapacidade dos moradores de exercer os seus direitos culturais invadindo ainda mais as terras ancestrais e locais tradicionalmente importantes.